# Grewia crenata
Grewia crenata är en malvaväxtart som först beskrevs av Forst., och fick sitt nu gällande namn av Schinz och Guill.. Grewia crenata ingår i släktet Grewia och familjen malvaväxter. Inga underarter finns listade i Catalogue of Life.

## Bildgalleri

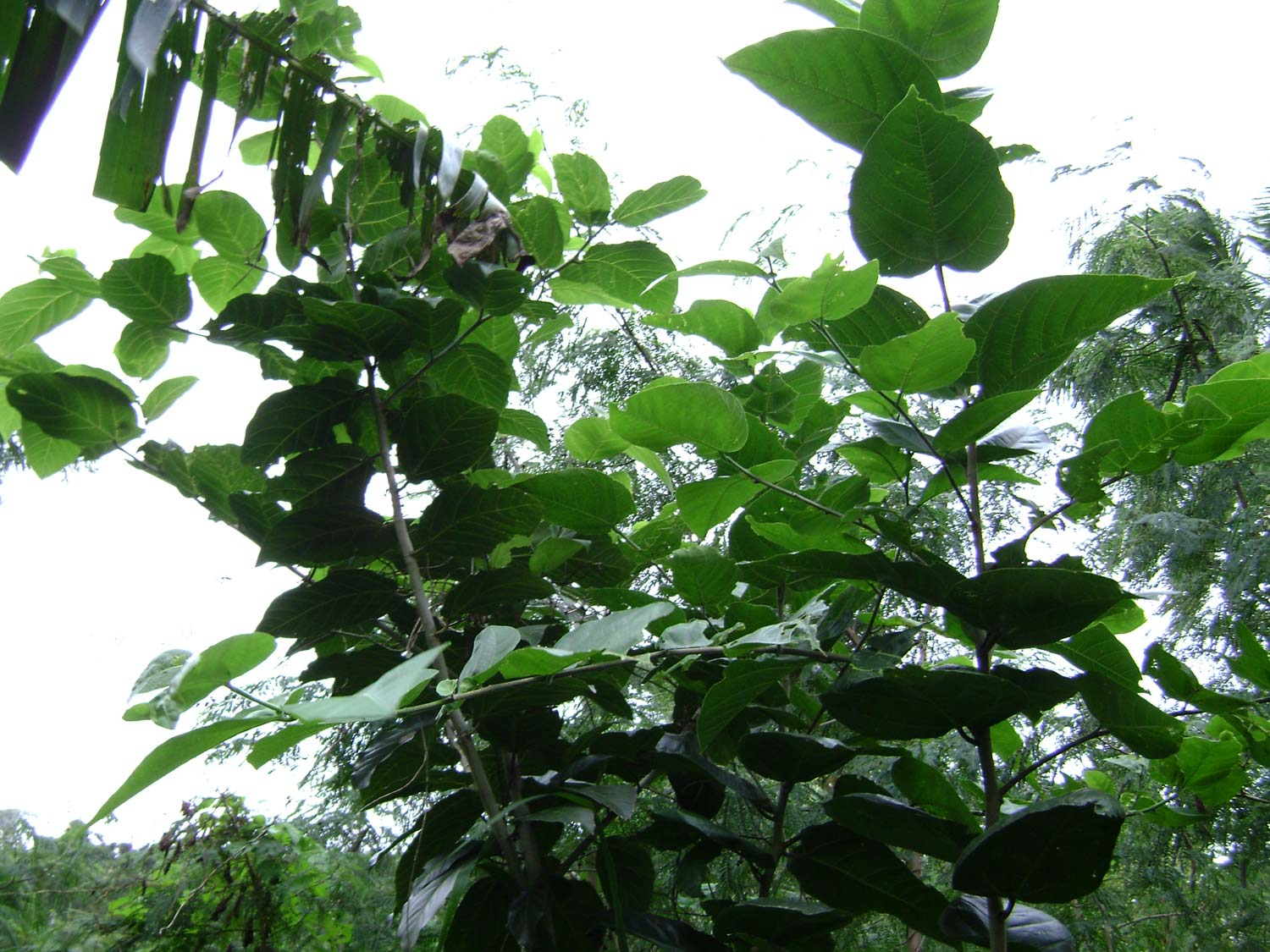